# (31468) Albastaki
1999 CE31 (asteroide 31468) é um asteroide da cintura principal. Possui uma excentricidade de 0.18054960 e uma inclinação de 3.29504º.
Este asteroide foi descoberto no dia 10 de fevereiro de 1999 por LINEAR em Socorro.